# Szekrényessy Kálmán
Székelyhídi Szekrényessy Kálmán (Pest, 1846. július 12. – Budapest, 1923. december 28.) az első magyar úszó, első magyar sportlap-alapító, szerkesztő, író, repülőgép-konstruktőr, több sportág hazai meghonosítója, az MTK és számos sportklub alapítója, dísztagja és elnöke, a Balaton és a Boden-tó első átúszója, az Irodalmi Társulat titkára, dzsidáskapitány, a  kerékpár  és az  erőgép  szavunk megalkotója.

## Élete
Rangos köznemesi családból származott, mely eredetét a 14. századba helyezi. Atyja székelyhídi Szekrényessy József, Széchenyi István belső munkatársa, anyja zadjeli Slachta Etelka írónő. Testvére Szekrényessy Árpád földbirtokos, mecénás az edelényi városi múzeum névadója, valamint Szekrényessy Lajos tárcacikk-író, vitorlázó és Szekrényessy Margit írónő.
Szekrényessy Kálmán életének főbb eseményei:
- 1860/61 A Nemzeti Zenede ének tanszakának hallgatója
- 1862 Első újságcikkei jelennek meg a Pesti Napló és a Nefelejcs hasábjain
- 1864/65 A pesti orvosi egyetem hallgatója
- 1865/66 A pesti egyetemen jogot hallgat
- 1866 nyara Önkéntesként hadi szolgálatra jelentkezett a friaouli 1-es huszárezredhez
- 1866. június. 24. a trani ulánusok (13. ulánus ezred) oldalán részt vett a Custozzai csatában, hol két lőtt, egy szúrt és három vágott sebet kapott
- 1866 nyara Custozzai vitézségéért megkapta az ezüst bátorsági érem másodosztályát augusztus. 4. „A háború időtartamára” az önkéntes huszárezredhez helyezték át szeptember. 26. Újból a 13. Ulánus ezredhez vezényelték
- 1866/69 A 13. Ulánus ezred Hainburg an der Donau-i kadétiskoláját végezte
- 1866. október. 19. Szolgálattételre jelentkezett Tarnopolban, első galíciai (Gácsország) állomásozása július. 1. A 13. ulánus ezrednél szárnysegéddé neveztetett ki
- 1868. szeptember. 1. Aspiránssá, azaz tisztjelölté neveztetik ki s egyben új galíciai állomáshelyre helyezik át, második galíciai (Gácsország) állomásozása május 1. A 13. ulánus ezred kötelékében dzsidáshadnaggyá nevezték ki
- 1869. november 1. Szabadkára a 10-ik ulánus regimenthez osztották be
- 1869 tagja lett az 1867-ben alakult Függetlenségi és Negyvennyolcas Pártnak
- 1870/71 A Porosz–francia háborút a porosz hadsereg oldalán küzdötte végig
- 1870. augusztus 18. Részt vett a gravelotte-i csatában
- 1870. szeptember 1. a sedani csatában harcolt
- 1870 szeptember A Párizs melletti Mont Valérien erőd körüli véres harcokban jeleskedett
- 1870. szeptember 19. Ezredével részt vett Párizs körülzárásában
- 1871. március 1. A brandenburgi vértes ezred oldalán bevonult Párizsba
- 1871-1873 Helyőrségparancsnok Galíciában (harmadik Gácsországi állomásozás).
- 1873. május 1. Áthelyezték a Bács-Bodrog vármegyei Péterfalvára (Péterréve), a Tiszában kezdi el rendszeres úszótréningjeit
- 1873 A spanyol polgárháborúban harcolt, Don Carlos madridi herceg oldalán részt vett Bilbao elfoglalásában
- 1873 Az első magyarként úszta át a Gibraltári-szorost Európából Afrikába
- 1875 Dániában békefenntartóként tartózkodott
- 1875 Egyéni bravúrként az Északi-tengerben lévő Helgoland-szigetét úszta körül
- 1875. július Berlinben katonai kiküldöttként van jelen
- 1876 tavasza Utazást tett az Egyesült Államokban
- 1876. június Porosz megbízásra török területre utazott az éleződő szerb-török konfliktust tanulmányozni
- 1876 Először úszta át a Boszporuszt
- 1877. február Cipruson tett utazást
- 1877 Másodízben úszta át a Dardanellákat (Boszporusz)
- 1877/78 Többek között Klapka Györggyel való személyes jó viszony hatására lépett be az orosz-török háborúba a török hadsereg oldalán
- 1877. május Megbízás alapján felméri a háborúban kiemelt szereppel bíró Sipka-szoros erődítményeit
- 1877. július-december 10. Oszmán pasa oldalán hónapokon át tartó hősi küzdelemben védte Plevna földvárát, mely katonai bravúr kivívta a korabeli világ ámulatát
- 1877. december Az első magyarként úszta át a Szuezi-csatornát
- 1878 A Hamburg gőzös fedélzetéről szállt partra Nagy-Britanniában, melyet először utazott be. Huzamosabb időt töltött Londonban a helyi sportéletet tanulmányozva
- 1878 Visszatért Budapestre és mint hírlapíró tevékenykedett
- 1878 Budapesten megjelent a Magyarország és a délszláv tartományok című könyve
- 1879. április 24. Egy berlini estélyen "bármely európai" tóban végrehajtandó úszóbravúr teljesítésére kötött fogadást
- 1879. augusztus 4. Német, angol és francia arisztokraták jelenlétében a világon elsőként úszta át a Boden-tavat a németországi Lindau és a svájci Romanshorn között 7 óra 23 perc és 11 másodperces idő alatt. E tettéért sokan a német úszósport megalapítóját tisztelik benne. Ennek alkalmából I. Vilmos német császár is elismeréssel méltatta Szekrényessy Kálmán sporttevékenységét
- 1879. szeptember Az úszás történetében elsőként teljesíti a Tihany-Balatonfüred-Tihany duplatávot
- 1880. július 23. A Balaton-átúszásra készülve 4 óra 17-es idővel teljesíti a Balatonfüred-Tihany-Balatonfüred közti távot, melyet a hónap folyamán megismétel

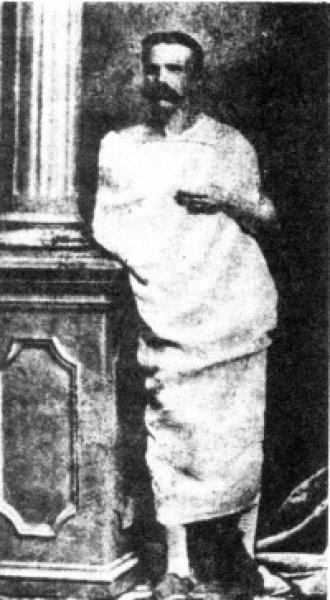
Balatonfüreden, a Balaton átúszása után

- 1880. augusztus 29. Nemzetközi- és Magyarországi elismerést vívott ki első Balaton-átúszásával, mely egyben a magyar úszósport születésnapja is
- 1880. augusztus 29. A balatonfüredi színházban mutatták be: „Miért úszták át a Balatont” c. alkalmi bohózatát, ezzel megkezdte színműírói tevékenységét
- 1880. szeptember Siófok-Balatonfüred-Siófok közötti egyhuzamban végbevivendő, duplatávú versenyúszást tervez
- 1880. szeptember 12. Az első hivatalos magyarországi úszóverseny Szekrényessy Kálmán és Csentéry Kálmán között a viharos és 15 fokos Balatonban, Siófok és Balatonfüred távon. Csentéry 60 perc küzdelem után feladta, Szekrényessy 1 órányi pihenőt tartva úszott célba. Az úszáson jelen volt Jókai Mór is
- 1880. október Európai sportkörökben is nagy elismerést váltott ki úszóbravúrja. Az első magyar úszót a Londoni Vízi-Sport Klub értékes arany díszműtárggyal jutalmazta
- 1881. február Világviszonylatban először tartott repülési bemutatóval egybekötött előadást Berlinben
- 1881 nyara Capri szigetén barátságot kötött az agg Giuseppe Garibaldival
- 1881. június 8. Az olasz Riviérán tartózkodva a nyílt tengeren Pegliből Genovába úszott. A 19 km-es távot 7 óra 47–es idő alatt teljesítette
- 1881 Ismeretséget és atyai jó baráti viszonyt kötött Kossuth Lajossal. Ettől kezdődően, annak haláláig évi rendszerességgel kereste fel száműzetésében. A kormányzó nyolc ízben intézett hozzá levelet
- 1881. június 23. az olaszországi Velence lagúnái között folytathatta a betegsége miatt félbeszakadt úszótréninget
- 1881. július 5. Második helyezést ért el a Bécsben megrendezett 5,1 km –es, a nussdorfi csúcs és s Reichsbrücke közötti nemzetközi dunai úszóversenyen
- 1881. július 6-7. Bécsben ismertette nyílt előadás keretében legújabb repüléssel kapcsolatos kutatási eredményeit
- 1881. július 8. az országban elsőként úszta meg a Vác-Budapest (Margit-híd) közötti több mint 30 km-es távot. Ideje 4 óra 22 perc volt
- 1881. július 10. Az első magyarországi úszóverseny legjobb magyarjaként (2. helyezett) ért célba. Jutalmul 20 arany értékű ébenfa tálcán lévő kétszemélyes, relif díszítésű aranyozott ezüst kávéskészletet nyert. Táv: Vác-Budapest (Margit-híd), távolság 31,5 km idő: 5 óra 10 perc. E verseny az európai szárazföld addigi legnagyobb távversenyúszásának számított
- 1881 Részt vett a Milánói Nemzeti kiállításon, melyről tudósításban számolt be
- 1881 Egész esztendőben nem rendeztek a Balatonon számottevő vízisport eseményt, melynek tanulságait levonva a következő esztendőtől jelentős sportrendezvényeket tervez
- 1882 tavasza "Fiuméban időzvén huzamosabb időn át" dr. Némethy Ernőt bevonva, egy balatoni evezősverseny szervezésébe kezd
- 1882. június Ő a hírlapi tudósítója a budapesti evezős (regatta) versenynek
- 1882. július 24. Az Öböl-átúszások (Tihany-Balatonfüred) történetének első versenyén 1 óra 42 perces eredménnyel győz Szekrényessy Kálmán a Tihany-Balatonfüred közötti távon, mely nyílt állóvízben világrekordnak számított
- 1882 nyara három napon át tartó nagyszabású vízisportrendezvényeket rendezett a Balatonon
- 1882. augusztus 23. Szekrényessy balatoni versenyeinek hatására az ez alkalomból jelenlévő közéleti – és sportemberek (pl. Jókai Mór stb.) megalapítják a Balatoni Egyletet
- 1882. augusztus 24. Ismételten átússza a Tihany-Balatonfüred közötti távot 1:44-es idővel
- 1882 Hamburgban adott elő aerotechnikai tárgykörben
- 1882. Megírta a később nagysikerrel előadott Ermini című drámáját
- 1882. december 27. Megjelenteti az ország első sportlapját „Sport” címen
- 1883 eleje Elindítja a középosztálynak szánt Szépirodalmi Lapok c. társadalmi, szépirodalmi és közgazdasági újságját
- 1884 nyara Balatonfüreden tartott légibemutatóval egybekötött előadást
- 1884. augusztus 19. A Balatonfüred-Siófok közötti távevezésének (szandolinban) bajnoka Szekrényessy Kálmán lett 1:47:26-os idővel
- 1884. augusztus 19. Szekrényessy ugyanezen a napon Siófokról Balatonfüredre is vissza evezett szandolinban 2:16:35-ös idővel
- 1884. augusztus 26. Balatonfüred-Tihany közötti távot (12 fokos vízben) 1:32:17-es idővel ússza meg.
- 1884. augusztus 29. A Balatonban akadály-úszóversenyen vett részt (600 méter, 5 nehéz akadály)
- 1885 farsangja Szabadkán a városi táncteremben mutatta be saját szerkesztésű gépeit
- 1885 március A budapesti Vigadóban ismertette a főváros közönségével addigi repüléstechnikai tapasztalatait
- 1885. július 15. a fővárosi úszóélet fejlesztéséért Margitsziget-Promontor között 20 versenyző részvételével szervezett úszóversenyt, hol ő maga lett a bajnok
- 1885. július 20. Megtartotta második Margitsziget-Promontor közötti úszóversenyét, melynek célja a fővárosi hölgyversenyzés serkentése lett volna. A 12 női versenyző utóbb visszalépett. 37 férfi résztvevő közül ismételten ő lett a bajnok
- 1886. július Meghívásra ismételten Balatonfüreden tartott légibemutatót és tudományos előadást
- 1886. szeptember 12. A Balatoni Egylet elfogadja javaslatát az augusztus végi balatoni utószezon meghosszabbítása érdekében rendezendő hajóversenyek ügyében
- 1887. március 17. Egy budapesti nemzetközi konferencia alkalmával mutatta be „röpülőgépmintáit” 1887. június Budapesten a Magyar Kereskedőifjak Társulatában „szép számú közönség” előtt röptette gépeit
- 1887 nyara Füreden tartott ugyancsak repülési bemutatóval egybekötött előadást
- 1887. augusztus Propper János kihívójaként tervezi a Balaton hosszában történő átúszását
- 1888. július 12. Budapesten feleségül vette fehérkőaljai Ramazetter Margitot, a sümegi dúsgazdag földbirtokos és jeles mecénás Ramazetter Vince unokahúgát.
- 1888. november 16. Teréz körúti lakásában a zsidó fiatalság megsegítése céljából több társával megalapította a Magyar Testgyakorlók Köre (MTK) sportklubot, melynek utóbb tiszteletbeli elnöke is lett
- 1889. július 14. Az MTK Promontorra szervezett távúszásán Szekrényessy Kálmán viharban, 1:24-es idővel ért célba. Rajta kívül még 6 úszó teljesítette a távot
- 1889 táján alapítja 33 vidéki lapot működtető ún. Hírlapvállalatát, melynek célja sajtóorgánumokat létrehozni minden jelentősebb településen.
- 1890 Az Irodalmi Társulat titkáraként tevékenykedett
- 1891 Igazság címen alapítója és szerkesztője lett a Függetlenségi Párt lapjának
- 1892. május 17. Klapka György honvéd tábornok halálakor jelen van annak lakásában.
- 1892 Sopronban nagy sikerrel mutatták be Ermini című drámáját
- 1894. október Újból tréningezni kezd, minek következtében egyhuzamban 4 órát úszik
- 1895 Ebben az esztendőben már bizonyosan dísztagja az Achilles Sport-Egyletnek
- 1895 Ismételt Balaton-átúszásra készülve, immár 6 órát teljesít úszva
- 1895. július 27. Az első újkori Olimpiára való felkészülés jegyében szervezett távversenyúszást, melynek keretében immár negyedszer úszta át (Balatonfüred-Siófok) között a Balatont 8 óra 43-as idővel
- 1896 Szekrényessy Kálmán a Millennium tiszteletére rendezi az első modern magyar úszóversenyt a lágymányosi holt Duna-ágban, saját úszó egyesülete a Duna Sport Egyesület (DSE) szervezésében. Az öt napon át tartó versenyhez Szekrényessy 1200 férőhelyes korszerű nézőtéri tribünt építtetett ki
- 1896 Az úszás sportja szerepel az első újkori olimpián, tanítványa Hajós Alfréd aranyérmet szerzett.
- 1897 után Sikerrel vitték színpadra: Gyémántgyűrű című népszínművét
- 1897 után Elkészült Teleki Mihály c. drámája
- 1903 nyara utoljára, 57 évesen (ötödször) teljesíti úszva a Siófok és Balatonfüred közötti távot
- 1903. július 15. A Budapest-Újpest-Rákospalota közötti szakaszon villamosbaleset éri.
- 1907 Még, mint laptulajdonos játszik szerepet
- 1908. december 2. Vasúti balesetéből kifolyó perében a Királyi Kúria előtt Szekrényessy Kálmán – önmaga védőjeként – elsöprő győzelmet arat
- 1909. augusztus 4. A Boden-tó átúszásának 30. évfordulója alkalmából 130-140 német sportoló és sportklub köszönti "a magyar úszósport élő atyamesterét"
- 1923. december 28. Budapesten 78 esztendős korában, elszegényedve, de lelkes agilitását mindvégig megőrízve, szívszélhüdésben hunyt el
- 1923. december 31. A Rákoskeresztúri Új köztemetőben helyezik örök nyugalomra

## Emlékezete

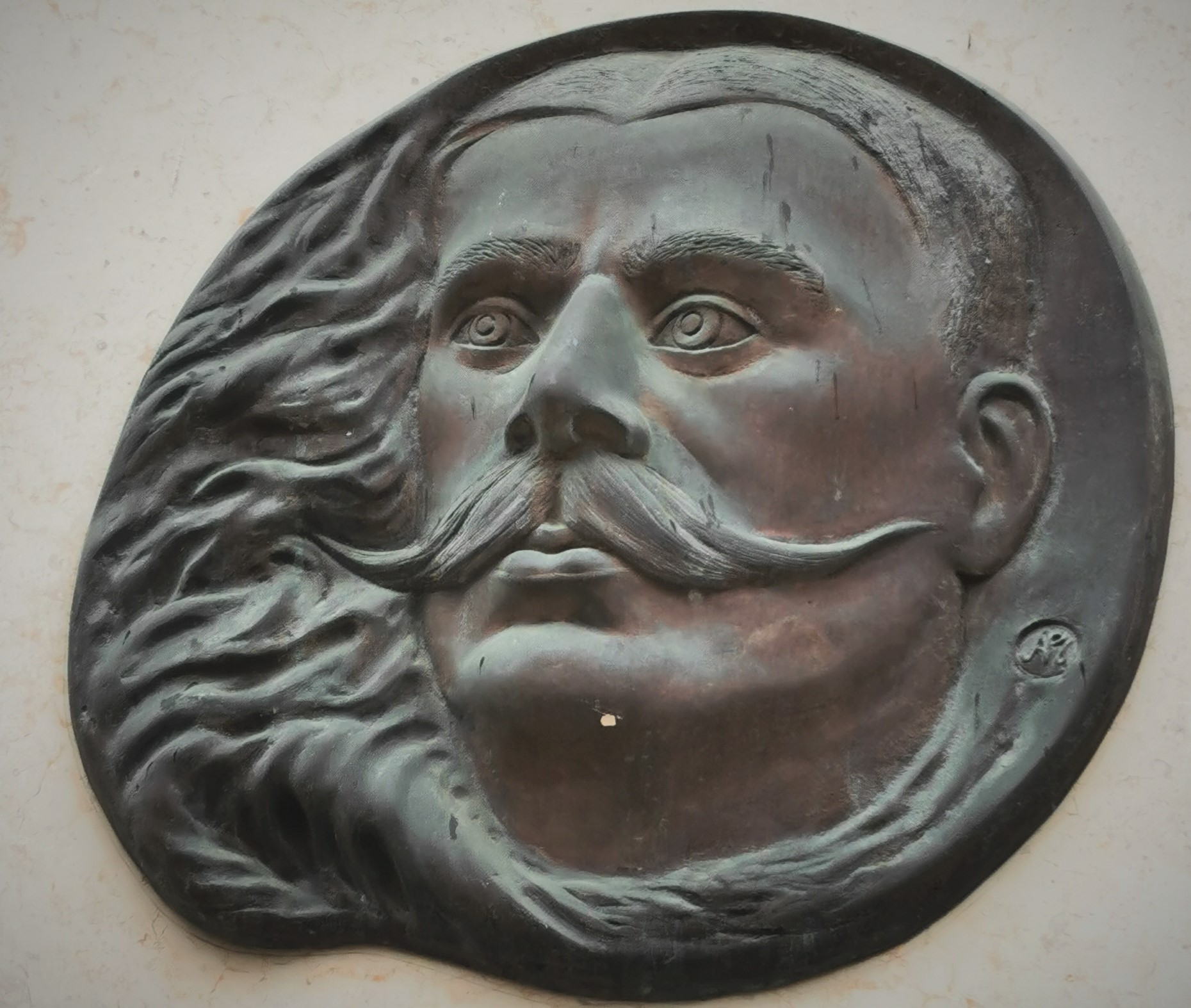
Emléktáblája a Ferenciek terén

- 1995 nyara óta Európa legnagyobb nyílt vízi úszóversenye (Balatonfüred-Siófok) végérvényesen a Szekrényessy Kálmán emlékverseny nevet viseli.
- 1995 nyara Bajnok Béla szobrászművész bronz plaketten jeleníti meg arcvonásait
- 1995. augusztus 6. Balatonfüred város polgármestere a helyi antheonban, a Balatonfüred-Siófok közötti Balaton-átúszás nyitányaként, ünnepélyes külsőségek között leplezi le nagy méretű domborműves emléktábláját
- 1995 nyara Az első Balaton-átúszás 115. évfordulója tiszteletére külön kiadványban jelenik meg Szekrényessy első úszásának históriája, Nevezetes napja volt Balatonfürednek címmel. E munka először tesz kísérletet az úszó részletesebb életrajzának publikálására
- 1997. augusztus 2. Siófok város a tóparti Rózsakertben, jelentős médiafigyelem közepette avatja fel életnagyságú kőszobrát, mely egyben a város vízparti szoborparkjának nyitó szobra is
- 2001. október 1. Siófokon a sportcentrumtól Kiliti felé vezető, és az M7-es autópálya felett önálló híddal rendelkező utcát Szekrényessy Kálmán utcának nevezik el
- 2005 nyara Napvilágot látott a Balaton-átúszások története című monográfia, mely addigi legbővebb életrajzát közli
- 2005. A Nemzeti Emlékhely – és Kegyeleti Bizottság örök időkre védetté nyilvánította a kőbányai Újköztemető 211-es parcellájában lévő sírját
- 2006. A Révai Új Lexikona publikálja addigi legteljesebb életrajzi szócikkét
- 2006. A Nemzeti Kulturális Örökség Minisztérium Nemzeti Évfordulóink sorába iktatta születésnapját
- 2006. július 14-15-16. A magyarországi Úszó Világbajnokság keretében, Balatonfűzfő és Balatonalmádi között megrendezésre került a „Szekrényessy Kálmán Nemzetközi Szenior Úszóverseny”
- 2008. május-június A Magyar Úszószövetség és az MTK sportklub kezdeményezi Szekrényessy Kálmán földi maradványainak áthelyezését a Fiumei úti nemzeti sírkertbe, mint Nemzeti Panteonba.
- 2008. november 28. Három minisztérium képviselőinek jelenlétében, ünnepélyes külsőségek mellett, mintegy 20 delegáció és a Magyar Honvédség Budapest Helyőrségi Zenekara kíséretével temették újra a Fiumei úti nemzeti sírkertben a Budapest Főváros főpolgármestere által adományozott sírba.
- 2009. október 27. Budapest-Belváros-Lipótváros Önkormányzata Szekrényessy Kálmán első magyar úszónk Ferenciek terén álló egykori lakóházán (Ferenciek bazára) domborműves emléktáblát helyezett el.
- 2023-ban megkoszorúzták a sírját halálának 100-ik évfordulója alkalmából.[4]

## Főbb munkái
- Önálló kötetek:

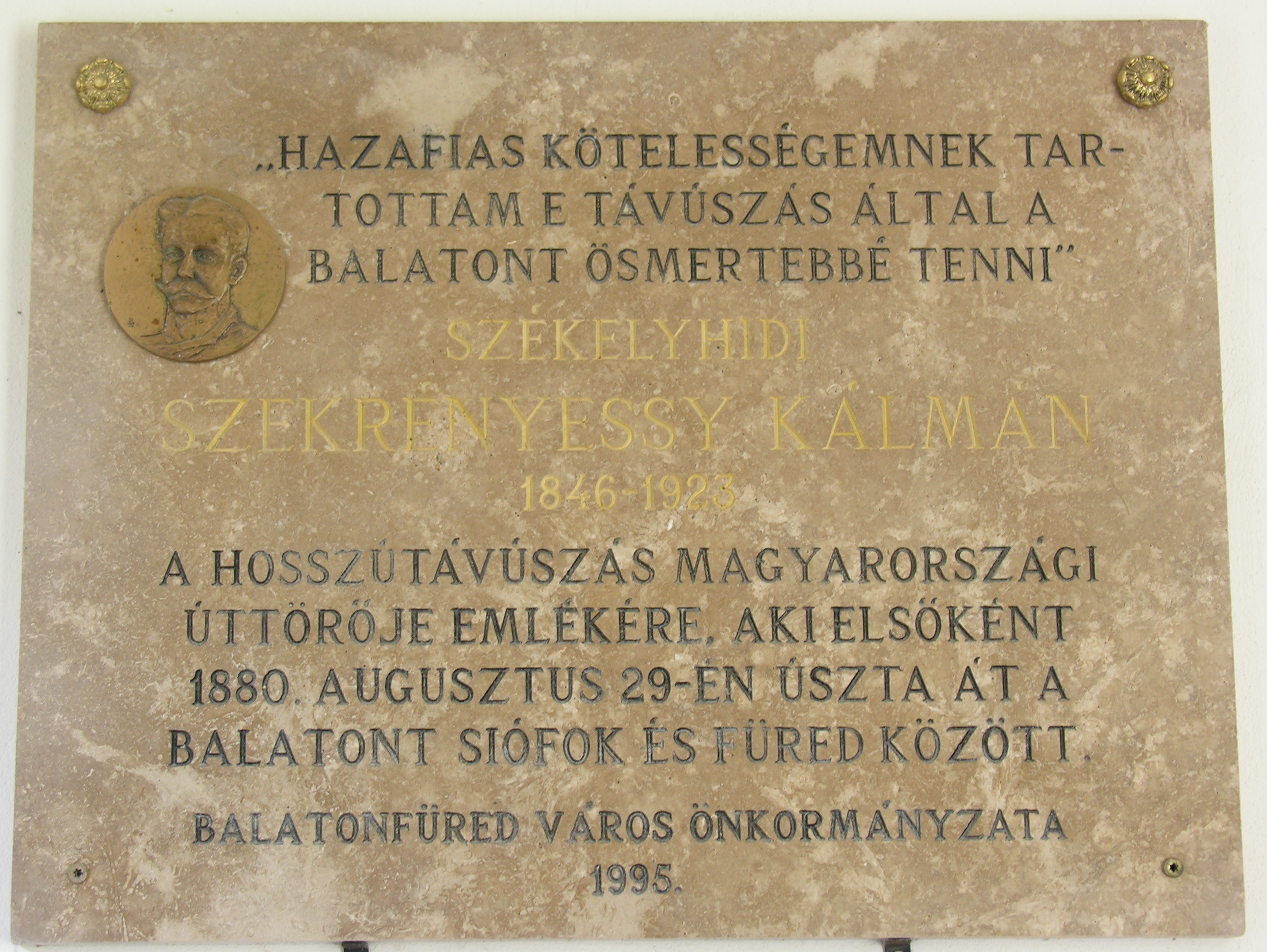
Emléktáblája Balatonfüreden

  - Der Krieg zwischen Russland und Österreich-Ungarn
  - Die Karpathen-Pässe
  - Die Wehrkraft der Türkei
  - Die Belagerung Bilbao’s
  - Die französische Armee
  - Magyarország és a délszláv tartományok (Bp. 1878)
  - Útirajzok (1879)
  - Beszélyek I-II.
  - Egy ballépés (regény)
- Színművek
  - Érdekes fogadás (vígjáték, 1880)
  - Miért úszták keresztül a Balatont? (bohózat, 1880)
  - Ermini (dráma, 1892)
  - Gyémántgyűrű (népszínmű, 1897 után)
  - Teleki Mihály (dráma, 1903)

## Saját alapítású és szerkesztésű lapok
- Sport (1882)
- Szépirodalmi lapok (1883)
- Kalocsa és Vidéke (1890)
- Balaton (1890)
- Igazság (1891)
- Ceglédi-Hírlap (1893)
- Futár (1893)
- Bácskai Hírlap (1893)
- Csallóköz (1893)
- Dunaföldvár (1893)
- Szent-Endre (1893)
- Futár (1893)
- Váci-Futár (1893)
- Vinga (1893)